# Henri Schilli
Henri Schilli est un rabbin français né à Offenbourg en Allemagne le 22 avril 1906 et mort à Paris le 20 mai 1975.

## Biographie
Il perd son père Max Schilli, artisan peintre parti aux États-Unis alors qu'il n'a que six ans et sa mère malade s'installe à Obernai en Alsace. Il perd ensuite sa mère et est placé avec sa sœur en orphelinat à Haguenau. Après ses études au Séminaire israélite de France, il obtient son diplôme de rabbin en 1931. 
Il épouse en février 1933 Simone Lehmann, fille de David Lehmann, arrière-petite-fille du rabbin Léopold Lehmann et petite-nièce du rabbin Joseph Lehmann. Ils auront six enfants, trois filles, Nicole (Naouri), Danielle (Goldmann) et Françoise (Kaufmann), puis trois garçons, Jean-Pierre, Joël et Jacques.
Il est nommé rabbin d'Enghien, puis du Raincy avant d'être celui de la communauté de la rue Sainte-Isaure à Paris. Il s'occupe aussi des Éclaireurs israélites de France où il est plus connu sous le nom de Tison et donne son nom au groupe local de Boulogne-Billancourt.
Mobilisé en 1939, il devient aumônier du 4e corps d’armée, puis de la 2e armée, enfin de la 16e région militaire, près de Le Cateau-Cambrésis, puis de Charleville, avant d’être démobilisé en octobre 1940.
Après la débâcle de mai-juin 1940, il se retrouve à Montpellier puis à Valence où ses fonctions de rabbin l'amènent à servir d’aumônier pour les camps de personnes déplacées de la zone Sud, d'où il parvient à faire cacher ou évader de nombreux internés et à leur procurer les faux papiers indispensables, avec l'aide, notamment, d'un secrétaire de préfecture, Camille Ernst.
En décembre 1943, le grand-rabbin René Hirschler, aumônier général des camps est arrêté et déporté. Le rabbin Schilli accepte de lui succéder jusqu'à la fin de la guerre.
Après la guerre, il devient rabbin de la synagogue Chasseloup-Laubat à Paris puis est nommé directeur du Séminaire israélite de France (où il est un des maîtres du grand-rabbin Gilles Bernheim) et aumônier des Éclaireuses et éclaireurs israélites de France (EIF). Il participe à la direction d'œuvres sociales comme l'Œuvre de secours aux enfants. De 1952 à 1955, il est grand-rabbin de France par intérim, conjointement avec le grand-rabbin Jacob Kaplan.
Il témoigne du rôle de Jeanne Brousse, employée à la préfecture de la Haute-Savoie qui l'a protégé ainsi que ses trois filles Françoise, Nicole (future épouse Naouri) et Danielle.
Il est le beau-père du grand-rabbin Alain Goldmann et le grand-père du grand-rabbin Olivier Kaufmann, directeur du Séminaire israélite de France depuis 2013.

## Distinctions et honneurs
- Chevalier de la Légion d'honneur (1953)
- Officier de la Légion d'honneur (1974)[4]
- Une place Henri Schilli est nommée en son honneur à Montpellier[8].
- Une école primaire à Paris porte le nom d'Henri Schilli.

## Source
- Frédéric Shimon Hammel (Chameau), « Henri Schilli », Site du judaïsme d'Alsace et de Lorraine (consulté le 9 novembre 2008)